# بودوی نجات‌یافته از آب
بودوی نجات‌یافته از آب (فرانسوی: Boudu sauvé des eaux‎) یک فیلم فرانسوی به سبک طنز اجتماعی است که در سال ۱۹۳۲ توسط ژان رنوآر کارگردانی شد.